# 祖谷山
祖谷山（いややま）とは、徳島県西部の祖谷川・松尾川流域の山間部地域のこと。かつての美馬郡（後に三好郡）東祖谷山村・西祖谷山村の地域に相当し、現在の三好市の一部にあたる。また、登山者の観点から見た、祖谷山を下に記述する。

## 地域としての祖谷山
「祖谷（イヤ）」という地名について、柳田國男は“イヤ”・“オヤ”は元は祖霊のいます地という意味を持ち、後にその意味に合った漢字を当てはめたとする説を唱えている。
祖谷渓と呼ばれる深い峡谷に遮られ、標高1000メートル以上の峠を経由する山道を越えない限り外部との往来が困難であったため、独自の生活習慣、習俗や口承文芸といった文化・民俗が残された地域であり、過疎化が進む中でもその保存・復興に取り組んでいる。「秘境」と形容されることも多く、1989年にまとめられた日本の秘境100選にも入っている。
米づくりが難しい土地であるため、ソバ（蕎麦）などを栽培した。祖谷そばが知られるほか、そば米雑炊が食された。食文化ではこのほかに川や山の幸を多く使った。平らな石（ひらら）を熱してアメゴ（アマゴの地方名）や鶏肉、豆腐、ジャガイモ、こんにゃくなどを焼き、味噌で味付けする「ひらら料理」の保存会が2016年につくられる など独特の郷土料理が伝わる。
祖谷山を最初に開拓したとされる恵伊羅御子と小野姥の説話や屋島の戦いで落ち延びた「平家の落人」が住み着いたという伝説が残る。また、同じく平家の落人伝説で知られる熊本県の五家荘地域の伝承では、平清経が壇ノ浦の戦いの後に伊予国今治に落ち延び、祖谷を経て、伊予国八幡浜から九州に渡ったという（伝承中の一説）。
また鎌倉時代に木地師が住み着いた土地とも伝えられている。中世を通じて小規模な土豪が他の住民を隷属させて支配するという構図が続いた。豊臣政権下から江戸時代にかけて、蜂須賀氏が阿波国を支配して祖谷山を幕藩体制化に組み入れようとすると激しい抵抗（祖谷山一揆）が起きた。最終的には徳島藩（蜂須賀氏）は直接支配を断念し、蜂須賀氏に帰属して生き残った土豪の喜多氏を祖谷山の「政所」に任命して統治を行わせ、政所は有力8家を「御屋敷」、36名の集落の長を「土居」に任命し、その下に名子（百姓）・下人（家内奴隷）を隷属させるという独自の支配体制を採らせた。その支配形態は明治維新によって終焉を迎えるが、その後も地域に大きな影響を残した。
この地域を大きく変えるきっかけになったのは、1920年に1902年から18年の歳月をかけて建設された祖谷街道（旧道）が完成したことによる。明治の頃から林業の近代化が進みつつあったが、街道の完成による交通状況の改善がそれに拍車をかけた。また、祖谷渓の水流を利用した水力発電所も多数建設された。一方、林業や狩猟、焼畑農業、楮紙の製造くらいしか産業がなかった祖谷山から出稼ぎに出る者、中にはそのまま他の地方に移り住む者も現れた。特に焼畑農業が衰退した昭和30年代以後にその傾向に拍車がかかり、過疎化が進行した。
その一方で、景勝地として知られる大歩危と祖谷山を直接結ぶ祖谷渓道路が1974年に完成したことによって、「平家の落人」伝説ゆかりの観光地としても注目されるようになった（名所や交通アクセスについては祖谷渓、祖谷温泉を参照）。

## 登山の対象としての祖谷山
祖谷山は剣山を主峰とする祖谷地方の山々の総称である。『異本阿波志』という古書には「剣山は祖谷山の東の端なり、えぼし（烏帽子山）、中津（中津山）は祖谷川の北なり・・」と7座が記されているという。しかし、現在の登山者の間では、祖谷山または祖谷山系は、剣山から三嶺に連なる剣山系から見ると北に平行する巨大な壁のような矢筈山を主峰とした山体であり、剣山系を表銀座とすれば、祖谷山系は裏銀座にたとえられ静かで渋くコツコツと岳人が登り重ねる山々である。
主な祖谷山系の山：国見山（標高1410m）・中津山（1447m）・寒峰（1605m)・烏帽子山（1670m)・石堂山（1636m）・矢筈山（1849m）・黑笠山（1700m）・津志嶽（1494m）